# 漢那福地川
漢那福地川（かんなふくじがわ）は、沖縄島中部の国頭郡宜野座村を流れる二級水系に指定された河川である。福地川、あるいは漢那川とも呼ばれる。

## 地理
沖縄島北部の脊梁を構成する漢那岳からガラマン岳にかけての南東斜面に発し、南あるいは南東へ流れ漢那ダム貯水池のかんな湖に至る。かんな湖南西端の漢那ダム（本ダム）から流出し南西あるいは南へ流れ、漢那集落の西端部にて漢那湾（太平洋）に注ぐ。
上流部は支流が樹枝状に細かく分かれており、谷が深くV字谷の様相を呈している。また、流域の大部分は在日米軍基地キャンプハンセンの敷地となっており、一般市民の立ち入りが制限されている。
中流部の、現在かんな湖の湖底となっている地域は福地原（ふくじばる）と呼ばれ、17世紀以前に水田が拓かれたと考えられており、沖縄戦直後まで苗代として利用されていたが、地域農業のサトウキビへの転換や在日米軍用地の土地収用のため使われなくなった。ダム建設以前においては河口から1.6キロメートルの地点で支流の一番ガーラが合流していた。
下流部は傾斜がゆるやかであり、河口から1.1キロメートルの漢那ダム直下まで海水の遡上がある。ダム建設以前は大潮や台風のときに河口から2.2キロメートルまで海水の浸入があった。下流部でフェーヌカーラ（南の川）が合流する。河口付近に干潟や湿地があり、旧漢那橋より上流にヒルギ林（マングローブ）が見られる。ヒルギ林は上流部の開発による赤土流入や護岸工事のため大幅に減少した。漢那ダム建設の付帯事業として川岸にヒルギの植林が行われている。